# Наша ТВ
Наша je била српска телевизијска станица која је емитовање почела под називом Скај+ (чита се Скај плус; изворно Sky+). Телевизија је такође позната под називима Наша Балкан ТВ и Наша визија. Телевизија је продата 16. новембра 2019. и све емисије су окончане.

## Емисије[2]
- Уз јутарњу кафу
- Црно бели свет са Ђорђем Вукадиновићем
- 400 степени са Марком Видојковићем
- Искрено са Александром Симић
- Србија пријатељ породице
- Портрет плус
- Кажи упомоћ
- Вести Скај плус
- Вести плус
- Вести 5 плус
- Србија Реално
- Излаз
- Разоткривање са Марком Степановићем
- Премотавање
- Србија реално
- Наша недеља
- Недеља плус
- Скај за вас
- Само словенски са Милошем Стојковићем
- За београд
- Опуштено са вама
- Отворен о
- Правом у центар
- Испуни ми жељу
- Ко вам даде термин
- Минут до 12
- Спортска галаксија
- Сцена
- Ко вам даде термин
- Портрет плус